# تيم كونسيدين
تيم كونسيدين (بالإنجليزية: Tim Considine)‏ هو كاتب سيناريو وممثل أمريكي، ولد في 31 ديسمبر 1940 في لوس أنجلوس في الولايات المتحدة. من الجوائز التي نالها دزني ليجندز سنة 2006.

## أعمال

### أفلام
- (1970) باتون[4][5]

### مسلسلات
- أبنائي الثلاثة

## جوائز
- دزني ليجندز (2006)

## وصلات خارجية
- تيم كونسيدين على موقع IMDb (الإنجليزية)
- تيم كونسيدين على موقع ألو سيني (الفرنسية)
- تيم كونسيدين على موقع ميوزك برينز (الإنجليزية)
- تيم كونسيدين على موقع أول موفي (الإنجليزية)
- تيم كونسيدين على موقع قاعدة بيانات الأفلام السويدية (السويدية)
- تيم كونسيدين على موقع إن إن دي بي (الإنجليزية)
- تيم كونسيدين على موقع قاعدة بيانات الفيلم (الإنجليزية)
- تيم كونسيدين على موقع كينوبويسك (الروسية)